# Eric Carlberg
Eric Carlberg (5. dubna 1880 – 14. srpna 1963) byl švédský sportovní střelec, který získal na 4. olympiádě 1908 v Londýně stříbrnou medaili a na 5. letních olympijských hrách 1912 ve Stockholmu dvě zlaté a dvě stříbrné medaile, jeho bratr Vilhelm Carlberg získal na týchž hrách dokonce o jednu zlatou více. Eric Carlberg byl však všestrannější, na olympiádách reprezentoval Švédsko i v šermu a v moderním pětiboji.
Životní osudy Erika Carlberga nejsou známy. Účastnil se již neoficiálních „meziher“ v Athénách 1906. Bojoval tam celkem v osmi disciplínách, ale nejlepšího umístění dosáhl ve volné pistoli, kde byl jedenáctý.

## Eric Carlberg na olympijských hrách 1908, Londýn

### Malorážkana 50 a 100 yardů - družstva
Účastnila se tři družstva po čtyřech závodnících, zvítězila Velká Británie (771 b.), druhé Švédsko startovalo ve složení Vilhelm Carlberg, Frans Albert Schartau, Johann Hübner von Holst a Eric Carlberg (737 b.), třetí byly USA.

### Malorážka na pohyblivý cíl, 25 yardů
Startovalo 22 závodníků z pěti zemí, Eric Carlberg obsadil 16. místo těsně před svým bratrem Vilhelmem. O medaile se podělili Britové v pořadí John Fleming, Maurice Matthews a William Mardsen.

### Malorážka na mizící cíl, 25 yardů
I zde závodilo 22 závodníků z pěti zemí. Eric Carlberg obsadil 11. místo, zvítězil Brit William Kensett Styles před krajany Haroldem Hawkinsem a Edwardem Amoorem.

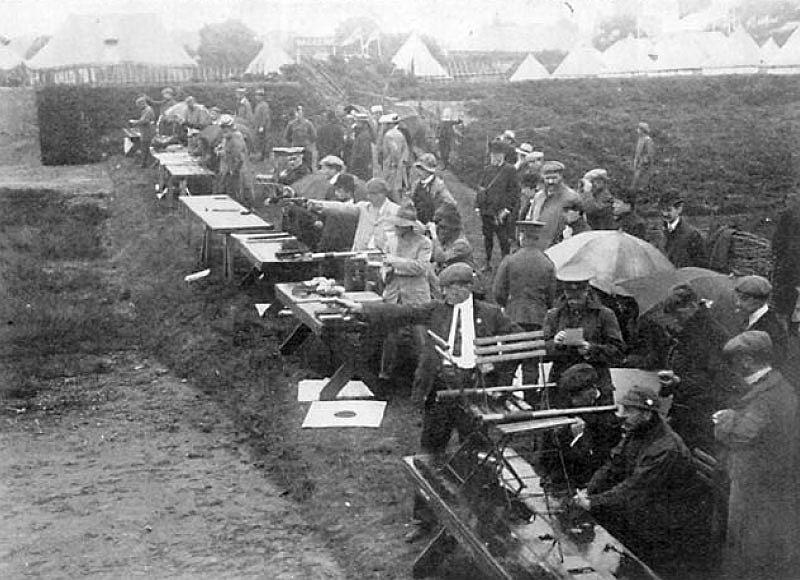
Střelba na OH 1908, ilustrační foto

### Revolver a pistole vstoje na 50 yardů
V této soutěži skončil Eric Carlberg v poli poražených na 33. místě ze 43 střelců (7 zemí). Vyhrál Belgičan Paul van Asbroeck, druhý byl jeho krajan Réginald Storms, třetí J. E. Gorman z USA.

### Revolver a pistole vstoje na 50 yardů družstva
Soutěž jednotlivců se započítávala i do družstev. Švédové obsadili 5. místo (E. Carlberg, V. Carlberg, J. Hübner von Holst, F. A. Schartau). Zvítězily USA před Belgií a Británií.

### Šerm - kord jednotlivci
Eric Carlberg si vyzkoušel i soutěž v šermu kordem, ale byl klasifikován až na 40. místě. O medaile se podělili Francouzi - zvítězil Gaston Alibert, druhý byl Alexandre Lippmann, třetí Eugéne Olivier.

### Šerm - kord družstva
Z devíti týmů Švédové Eric Carlberg, G. Lindblom, H. Peyron a P. von Rosen obsadili osmé místo, zvítězila Francie před Velkou Británií a Belgií.

## Eric Carlberg na olympijských hrách 1912, Stockholm

### Malorážka jednotlivci 50 m
Startovalo 41 závodníků z devíti zemí. Eric Carlberg skončil sedmnáctý, zvítězil Američan Frederick Hird před svým krajanem W. Milnem a Britem H. Burtem.

### Malorážka družstva 50 m
Mezi šesti družstvy po čtyřech závodnících obhájilo Švédsko stříbrnou pozici z předcházejících her. Spolu s Erikem Carlbergem byli v týmu Arthur Nordensvan, Ruben Örtegren a Vilhelm Carlberg. Zvítězila Velká Británie , třetí byly USA.

### Malorážka na mizící terč 25 m
V soutěži dominovali Švédové v pořadí Vilhelm Carlberg, Johann Hübner von Holst a Gustaf Ericsson, Eric Carlberg skončil až na dvacátém místě.

### Malorážka na pohyblivý terč 25 m družstva
Soutěž družstev na pohyblivý terč měla čtyři družstva po čtyřech závodnících, jasně zvítězilo Švédsko (Johann Hübner von Holst, Eric Carlberg, Vilhelm Carlberg a Gustav Boivie) s 925 body, druhá byla Británie (917 b.), třetí skončily USA (881 b.).

### Revolver a pistole jednotlivci na 50 m
Celkem 54 střelců z 12 zemí se postavilo na čáru před terče, Eric Carlberg byl dvanáctý. První dvě místa získali Američané Alfred Lane a Peter Dolfen, třetí Charles Edward Stewart byl z Británie.

### Revolver a pistole družstva - 50 m
Startovalo pět družstev po čtyřech závodnících. Za vítěznými USA (1916 b.) skončilo Švédsko (1849 b. - George de Laval, Eric Carlberg, V. Carlberg, Erik Boström); třetí byla Velká Británie.

### Soubojová pistole jednotlivci - 30 m
Startovalo 42 závodníků z 10 zemí a vyhrál Američan Alfred Lane před Švédy Paulem Palénem a J. Hübner von Holstem. Eric Carlberg skončil šestý.

### Soubojová pistole družstva - 30 m
Druhou zlatou medaili získal Eric Carlberg opět za tým Švédska, které vyhrálo ve složení E. Carlberg, V. Carlberg, J. Hübner von Holst a P. Palén (1145 b.). Mezi sedmi družstvy bylo druhé Rusko, třetí Velká Británie.

### Šerm - kord družstva
Eric Carlberg si chtěl zašermovat aspoň v soutěži družstev, Švédové byli čtvrtí (E. F. Sörensen, G. T. Lindblom, P. R. C. von Rosen, L. Pehr Sparre, G. Branting), ale Carlberg pouze seděl na lavičce náhradníků. Zvítězila Belgie před Británií a Nizozemskem.

### Moderní pětiboj
Eric Carlberg se zapojil i do soutěže moderních pětibojařů a skončil na 30. místě z 32. závodníků z 10 zemí. Švédové obsadili první čtyři místa, na medaile dosáhli Gustav Liliehöök, Gösta Asbrink a Georg de Laval.

## Eric Carlberg na olympijských hrách 1924, Paříž

### Automatická pistole 25 m jednotlivci
Eric Carlberg se vrátil na olympiádu ještě r. 1924, ale zatímco jeho bratr Vilhelm obsadil v této disciplíně druhé místo za P. Baileym z USA a před Finem L. Hanneliem, Eric byl až desátý.